# Catenicella buskii
Catenicella buskii är en mossdjursart som beskrevs av Wyville Thomson 1858. Catenicella buskii ingår i släktet Catenicella och familjen Catenicellidae. Inga underarter finns listade i Catalogue of Life.